# 你所不知道的我
「你所不知道的我」（ニースォブージーダオダウォ、簡体字: 你所不知道的我、拼音: nǐsuǒbùzhīdàodewǒ）は、中華人民共和国の女性アイドルグループ、GNZ48の楽曲である。黃楓宜が作詞、周路作曲を手掛けた。2016年9月12日にGNZ48のメジャー1枚目のシングルとして発売された。楽曲のセンターポジションは謝蕾蕾が務めた。

## 収録曲
| #  | タイトル                           | 作詞       | 作曲       | 編曲       | 時間  |
| -- | ---------------------------------- | ---------- | ---------- | ---------- | ----- |
| 1. | 「你所不知道的我」(你所不知道的我) | 黃楓宜     | 周路       | 瓦蘇列音樂 | 04:18 |
| 2. | 「LOVE」(LOVE)                     | 瓦蘇列音樂 | 瓦蘇列音樂 | 瓦蘇列音樂 | 03:40 |
| 3. | 「近未來」(近未来)                 | 瓦蘇列音樂 | 瓦蘇列音樂 | 瓦蘇列音樂 | 03:52 |
| 5. | 「做自己的主宰」(做自己的主宰)     | 瓦蘇列音樂 | 瓦蘇列音樂 | 瓦蘇列音樂 | 03:53 |
| 6. | 「這樣的我」(这样的我)             | 瓦蘇列音樂 | 瓦蘇列音樂 | 瓦蘇列音樂 | 03:32 |

## 選抜メンバー
| - 謝蕾蕾 - 陳雨琪 - 張瓊予 - 高源婧 | - 林嘉佩 - 陳珂 - 曾艾佳 - 周倩玉 | - 鄭丹妮 - 盧靜 - 唐莉佳 - 劉力菲 | - 左嘉欣 - 陳欣妤 - 陳欣妤 - 陳慧婧 |